# 헤스케스 헤스케스프리처드
헤스케스 버논 프리처드(Hesketh Vernon Prichard, 이후 헤스케스-프리처드, Lua 오류: expandTemplate: template "post-nominals/GBR" does not exist., 1876년 11월 17일 – 1922년 6월 14일)는 영국의 크리켓 선수, 탐험가, 모험가, 작가, 대형 사냥꾼, 저격 기술을 영국 육군 내에 기여한 명사수이다. 그는 제1차 세계 대전 동안 사격술의 질을 향상시키는 것뿐만 아니라 독일 저격수의 위협에 대처하기 위한 조치를 도입하여 당시 3,500명 이상의 연합군 병사의 생명을 구한 것으로 평가받았다.
그는 또한 유럽인에게 이전에 알려지지 않은 영토를 탐험했으며, 해외 투어를 포함하여 퍼스트 클래스 수준에서 크리켓을 했고(86경기 출장에서 거의 340개의 위켓을 얻었다), 모험물, 미스터리, 오컬트 탐정 소설 장르의 단편 소설과 장편 소설을 썼으며(그 중 하나는 더글러스 페어뱅크스 영화로 제작되었다), 성공적인 신문 특파원이자 여행 작가이기도 했다.
그의 다양한 활동은 그를 최고의 사회 및 직업적 영역으로 이끌었다. 시어도어 루스벨트와 같은 세기말의 사냥꾼들(그의 팬이기도 했다)처럼, 그는 동물복지를 위한 적극적인 운동가였으며, 동물 보호를 위한 법적 조치 도입에 성공했다.

## 어린 시절
헤스케스-프리처드는 1876년 11월 17일 인도 북서부 주의 잔시에서 외동아들로 태어났다. 그의 아버지 헤스케스 브로드릭 프리처드는 킹스 오운 스코틀랜드 보더러스의 장교였으며, 그가 태어나기 6주 전에 장티푸스로 사망하여 어머니 케이트 오브라이언 리알 프리처드에게 홀로 길러졌다. 그녀 자신도 군인 가족 출신으로, 아버지는 소장 브라운 윌리엄 리알이었다.
헤스케스-프리처드와 그의 어머니는 곧 영국으로 돌아와 잠시 부모님 집에서 살다가 몇 년 동안 저지섬의 세인트헬리어로 이사했다. 그의 별명은 "헥스"였는데, 그는 평생 이 별명을 사용했다. 그들은 소년이 예비 학교에서 교육을 받을 수 있도록 본토의 럭비 (워릭셔주)로 돌아갔다. 1887년에 그는 에든버러의 페테스 칼리지에 장학금을 받고 입학했다. 그의 입학 논문은 "여름 스포츠"에 대한 에세이였다. 그는 그곳에서 스포츠, 특히 크리켓에서 뛰어났는데, 학교 잡지는 그를 "오랜만에 나온 최고의 볼러다. 좋은 백 스핀으로 빠른 오른손 투구를 하는 볼러 위켓이다."라고 묘사했다. 그는 스코틀랜드 대표로 남아프리카와 경기하도록 초대받았으나, 페테스 라이벌 로레토 스쿨과의 경기에 참가할 수 없게 될 것을 우려하여 거절했다. 학교를 마친 후, 그는 웨스트서식스주의 호셤에서 사적으로 법을 공부했다. 그는 예비 시험을 통과했지만, 변호사로 활동한 적은 없었다.

## 글쓰기 및 탐험

### 첫 출판물
당시 19세였던 헤스케스-프리처드는 1896년 여름에 첫 이야기 "태머의 결투"를 썼는데, 그의 어머니가 그를 다듬는 데 도움을 주었으며, 곧 팰몰 매거진에 1 기니에 팔렸다. 그 해 그는 법률 경력을 포기하고 여름을 남유럽과 북아프리카를 여행하며 보냈다. 그는 여행 중 바다에서 글을 쓰거나 줄거리를 구상했다. 런던으로 돌아온 후, 그와 그의 어머니는 "H. 헤론"과 "E. 헤론"이라는 가명으로 함께 글을 썼으며, 콘힐 매거진을 포함한 여러 저널에 출판되었다. 헤스케스-프리처드의 문학 친구들의 폭이 넓어져 아서 코난 도일과 J. M. 배리와 같은 사람들과 친분을 맺게 되었다. 1897년 배리는 그를 언론 재벌 시릴 아서 피어슨에게 소개했고, 피어슨은 그에게 월간 피어슨스 매거진에 유령 이야기 시리즈를 쓰라고 제안했다. 헤스케스-프리처드와 그의 어머니는 소설의 첫 번째 심령 탐정인 "플랙스먼 로우" 캐릭터를 중심으로 일련의 이야기를 만들었지만, 피어슨이 이 이야기를 "실제"로 홍보하는 것을 보고 당황했다. 수집된 작품은 1899년에 『플랙스먼 로우의 경험들』로 출판되었다.
1897년, 그와 그의 어머니는 독일에서 활동하는 대담한 외교관 랠리우드 대위의 이야기인 『현대의 용병』의 줄거리를 작업했다. 이 책은 이듬해 스미스와 엘더에 의해 출판되었다. 그는 1898년 2월 남아메리카로 여행하여 파나마 운하 건설 현장을 보았지만, 카리브해에서 말라리아에 걸려 돌아왔다.

### 의뢰 여행

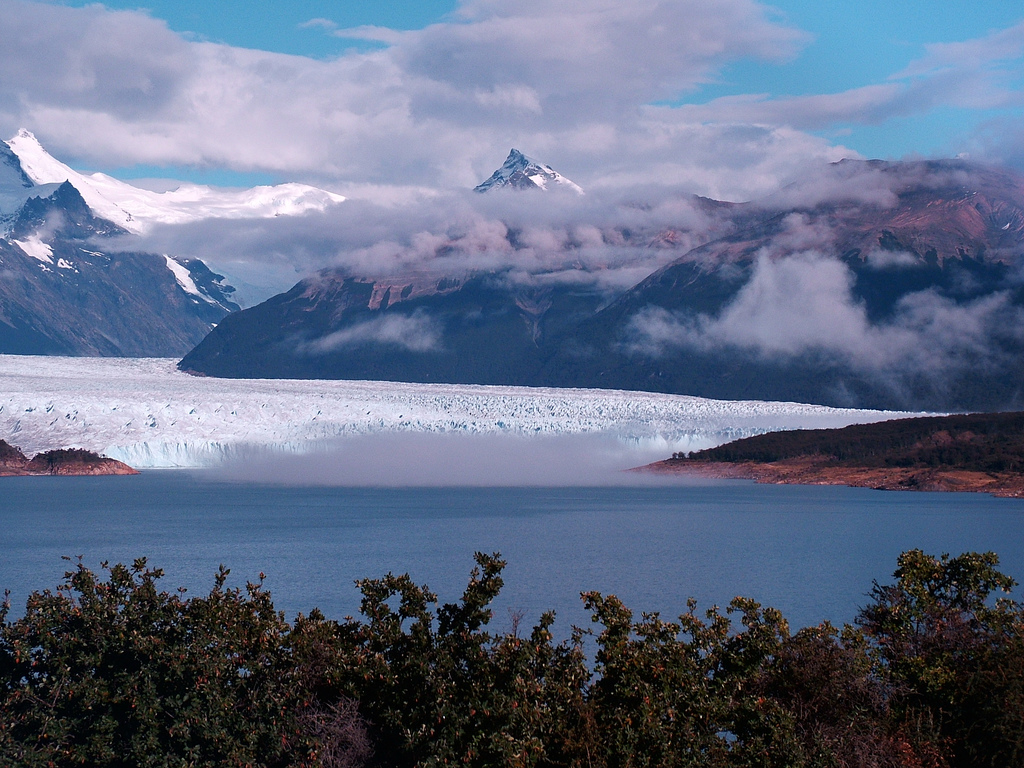
1900년 헤스케스-프리처드가 탐험한 파타고니아의 아르헨티노 호

1899년, 피어슨은 헤스케스-프리처드를 선택하여 비교적 알려지지 않은 아이티 공화국을 탐험하고 보고하도록 의뢰했다. 그는 곧 발행될 데일리 익스프레스를 위해 극적인 내용을 원했다. 케이트 프리처드는 아들과 함께 자메이카까지 동행했다. 후년에는 그녀의 나이의 여성이 그렇게 멀리 떨어진 목적지로 여행하는 것이 드물던 시절에도 그녀는 종종 아들과 함께 여행했다. 헤스케스-프리처드는 아이티의 미개척 내륙 지역을 광범위하게 여행했으며, 누군가 그를 독살하려 했을 때 간신히 죽음을 피했다. 1803년 이래로 어떤 백인 남성도 섬을 횡단했다고 믿어지지 않았고, 그의 여행은 "부두"(부두교)의 비밀 관행에 대한 첫 서면 묘사를 제공했다. 그는 나중에 인기 있는 책 『흑인이 지배하는 곳: 아이티를 가로지르고 그 주변을 여행하다』에 그의 여행에 대한 생생한 기록을 썼다.
피어슨은 그의 보고서를 환영했고, 그가 돌아오자마자 그에게 파타고니아로 여행하여 땅을 돌아다니는 털북숭이 괴수에 대한 극적인 소문을 조사하도록 즉시 의뢰했다. 그 동물은 자연사 박물관 관장 레이 랭케스터에 의해 오랫동안 멸종된 거대 땅늘보의 살아있는 표본으로 추정되었다. 헤스케스-프리처드의 묘사적인 서술 재능은 데일리 익스프레스 독자들을 매료시켰다. 그는 아르헨티노 호수 주변 지역을 탐험하여 그곳의 지류 중 하나인 호수를 발견하고 후원자를 기리기 위해 피어슨 호수라고 명명했으며, 그 호수와 연결되는 강은 어머니의 이름을 따서 카테리나 강이라고 명명했다. 피어슨 호수는 나중에 아니타 호수로 이름이 변경되었지만, 연어로 유명한 리오 카테리나 강은 헤스케스-프리처드가 붙인 이름을 유지하고 있다. 주변 지역은 현재 로스글라시아레스 국립공원의 일부이다.
그는 1년간 해외에서 10,000 마일 (16,000 km)를 여행했음에도 불구하고 그 생물의 흔적을 찾지 못했지만, 그 나라의 미개척 지역, 동물군 및 주민들에 대한 설득력 있는 묘사를 제공했다. 그는 퓨마의 미지의 아종의 모피를 획득하여 펠리스 콘칼러 페르소니(현재 퓨마는 남미 퓨마 퓨마 콘칼러 콘칼러의 한 변종으로 간주됨)라고 명명했다. 잔디 종 Poa prichardii는 헤스케스-프리처드가 표본을 가져온 후 그의 이름을 따서 명명되었다. 그는 자신의 여행 이야기를 잘 받아들여진 『파타고니아의 심장을 지나』에 담았다. 2000년, 헤스케스-프리처드의 여행과 신문 창립 100주년을 기념하여 데일리 익스프레스는 그의 증손자인 찰리 재코비를 파견하여 그의 발자취를 따라가도록 했다.

### 래브라도
헤스케스-프리처드는 1903년 8월 애틀랜틱 캐나다를 처음 방문하여 래브라도와 뉴펀들랜드섬 해안을 따라 여행하며, 자신이 쏜 수사슴의 머리를 당시 런던에서 열린 뉴펀들랜드 전람회에 기증했다. 그는 1904년 10월에 다시 돌아왔는데, 이번에는 어머니와 크리켓 선수 테디 위냐드와 함께였다. 그러나 이 지역에 대한 그의 가장 야심 찬 여행은 1910년 7월이었는데, 그때 그는 래브라도 내륙을 탐험하기로 결심하며 "이런 미지의 땅이 영국 국기 아래 계속 존재한다는 것이 유감스러웠다"고 말했다. 이 같은 지역은 몇 년 전 작가 레오니다스 허버드의 목숨을 앗아갔었다. 그는 1911년 인기 있는 『길 없는 래브라도를 지나』에서 프레이저 강을 거슬러 올라가 조지 강의 인디언 하우스 호수에 도달한 여정을 묘사했다. 그의 명성은 미국 대통령을 지낸 시어도어 루스벨트, 그 자신도 작가, 탐험가, 사냥꾼이었는데, 그에게 편지를 써서 그의 최신작이 그 계절 최고의 책이라며 칭찬하고 그를 만나고 싶다고 요청할 정도였다.

### 추가 글쓰기
1904년, 어머니와 아들 작가 팀은 『돈 Q.의 연대기』를 출판했는데, 이는 가상의 악당 돈 케브란타 후에소스를 다룬 단편 소설 모음집으로, 그는 사악한 부자들에게는 사납지만 미덕 있는 가난한 사람들에게는 친절한 로빈 후드 같은 인물이었다. 두 번째 모음집인 『돈 Q.의 새로운 연대기』가 1906년에 뒤따랐다. 이 둘은 1909년에 장편 소설 『돈 Q.의 연애 이야기』를 출판했다. 돈 Q.는 1921년 런던의 아폴로 극장에서 공연되면서 무대에 올려졌다. 1925년, 이 책은 시나리오 작가 잭 커닝햄과 로타 우즈에 의해 조로의 이야기를 담은 작품으로 재작업되었다. 유나이티드 아티스츠 무성 영화 돈 Q, 조로의 아들은 더글러스 페어뱅크스가 제작하고 주연을 맡았다. 뉴욕 타임스는 이 영화를 그 해 최고의 영화 10편 중 하나로 평가했다.
1913년, 헤스케스-프리처드는 혼자 글을 쓰면서 캐나다 황야 출신의 사냥꾼이자 숲지기인 범죄 퇴치 인물 노벰버 조를 창조했다. 이 이야기는 1970년 9월 23일 BBC에 의해 라디오 드라마로 방영되었다. 1921년, 그는 『가장 야생적인 영국에서의 스포츠』를 썼는데, 이 책에서 그는 새 사냥, 특히 아우터헤브리디스에서의 경험을 공유했다.
사냥꾼으로서의 명성에도 불구하고 그는 해안을 따라 회색물범을 몽둥이로 때려잡는 것을 종식시키기 위한 캠페인을 벌였다. 그의 친구인 찰스 라이엘 의원의 도움을 받아 그는 1914년 회색물범 보호법을 반대 없이 통과시키는 데 성공했으며, 이는 영국 최초의 비사냥 포유류에 대한 법적 보호 조치였다. 1914년 3월 피어슨스 매거진에 실린 그의 기사 "패션을 위한 도살"은 깃털을 얻기 위한 새들의 대규모 도살인 깃털 사냥으로부터 새들을 보호해야 한다고 주장했다.

## 크리켓

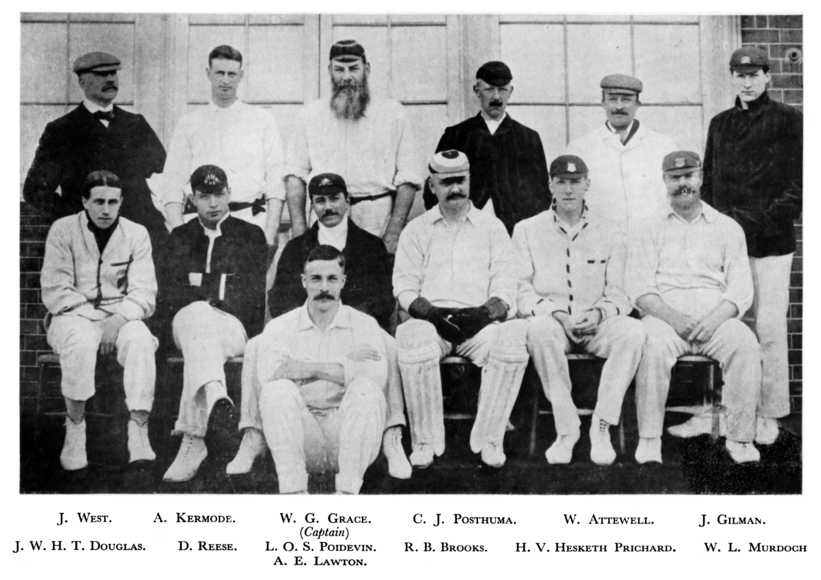
헤스케스-프리처드(앞줄 오른쪽 두 번째)와 런던 카운티, 1903년. W.G. 그레이스가 중앙 뒤에 있다.

헤스케스-프리처드는 뛰어난 크리켓 선수였으며, 여러 주요 팀에서 뛰었다. 그는 1900년 카운티 챔피언십에서 햄프셔 소속으로 레크리에이션 그라운드의 서머싯과의 경기에서 퍼스트 클래스 크리켓 데뷔전을 치렀다. 그는 1900년에 세 번의 퍼스트 클래스 경기에 더 출전했으며, 다음 퍼스트 클래스 경기까지 2년의 공백이 있었다. 그는 1902년에 햄프셔 소속으로 13번의 퍼스트 클래스 경기에 출전했고, W. G. 그레이스의 런던 카운티 소속으로 케임브리지 대학교와의 경기에도 출전했다. 그는 이 시즌에 41개의 위켓을 획득했고, 두 번의 파이브 위켓 홀을 기록했다. 1903년에는 13번의 퍼스트 클래스 경기에 출전했으며, 그 중 10번은 햄프셔 소속이었다. 그는 또한 런던 카운티 소속으로 두 번 출전했고, 로즈 크리켓 그라운드에서 열린 젠틀맨 대 플레이어 경기에서 젠틀맨 소속으로 첫 경기를 치렀다. 1903년에는 56개의 위켓을 획득했고, 5번의 파이브 위켓 홀을 기록했다. 1904년에는 20번의 퍼스트 클래스 경기에 출전했으며, 볼러로서 최고의 시즌을 보냈다. 그는 이 시즌에 유일하게 100개의 위켓을 넘겨 106개의 위켓을 평균 21.92점으로, 9번의 파이브 위켓 홀을 기록했다. 그는 1904년에 다시 런던 카운티와 젠틀맨 소속으로 뛰었을 뿐만 아니라, 메릴본 크리켓 클럽(MCC), 잉글랜드 젠틀맨, 그리고 방문 중인 남아프리카를 상대로 남부 소속으로도 뛰었다.
1904년 시즌 이후 겨울에 그는 로드 브래클리 XI와 함께 서인도 제도를 투어하며 5번의 퍼스트 클래스 경기에 출전했다. 그는 1905년부터 1907년까지 햄프셔 소속으로 덜 정기적으로 출전했지만, MCC, 젠틀맨, 잉글랜드 젠틀맨 소속으로는 계속 출전했다. 1905년 시즌 동안 그는 더비셔를 상대로 8위켓 32실점의 개인 최고 기록을 세웠으며, 전체 경기 기록은 13위켓 78실점이었다. 1907년에 미들섹스를 상대로 햄프셔 소속으로 한 번만 출전한 후, 헤스케스-프리처드는 1907년 시즌 후반에 MCC와 함께 북아메리카를 투어하며 필라델피아 젠틀맨을 상대로 두 번의 퍼스트 클래스 경기에 출전했고, 1908년에는 로즈 크리켓 그라운드에서 필라델피아 젠틀맨을 상대로 MCC 소속으로 한 번의 퍼스트 클래스 경기에 출전했다. 다음 퍼스트 클래스 경기에 출전하기까지 4년의 공백이 있었는데, 카운티 챔피언십에서 햄프셔 소속으로 5번, MCC 소속으로 2번 출전하며 그 시즌에 28개의 위켓을 획득했다. 다음 시즌에는 햄프셔 소속으로 6번, 옥스퍼드 대학교를 상대로 MCC 소속으로 1번 출전하며 퍼스트 클래스 경력을 마무리했고, 23개의 위켓을 획득했다.
키가 큰 그는 오른손 패스트 볼 투구 시 자신의 키와 리치를 유리하게 활용할 수 있었으며, 특히 피치에서 빠른 바운스를 얻는 능력에서 그러했다. 햄프셔 소속으로 출전한 60번의 퍼스트 클래스 경기에서 그는 평균 23.45로 233개의 위켓을 획득했고, 15번의 파이브 위켓 홀과 4번의 텐 위켓 홀을 기록했다. 그러나 그는 강력한 타자가 아니었으며, 보통 타격 순서의 하위 타선에서 뛰면서 퍼스트 클래스 경력 동안 타격 평균 7.46으로 724점을 기록했다.

## 군 복무

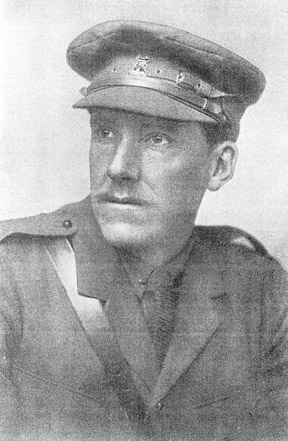
제1차 세계 대전 군복을 입은 헤스케스-프리처드

제1차 세계 대전 발발 시, 헤스케스-프리처드는 블랙 워치와 가드에서 임관을 시도했지만, 당시 37세였던 나이 때문에 모두 거절당했다. 그는 결국 육군성에서 보조 보도관 직책을 얻는 데 성공했고, 1915년 2월에 종군 기자를 담당하는 "목격 장교"로 프랑스 최전선에 처음 파견되었다. 이 시기에는 전선에서의 개방전이 중단되고, 대부분의 분쟁을 특징짓는 참호전으로 정체되어 있었다. 그는 그곳에서 가스 공격의 희생자들을 목격했다.
헤스케스-프리처드는 영국군 병사들의 사격술 수준이 형편없다는 점에 경악했고, 잘 훈련된 독일군 저격수들로 인해 높은 사상률이 발생한다는 사실을 알고 충격을 받았다. 영국군 연대에서는 하루에 다섯 명의 병사가 저격수에게 목숨을 잃는 것이 흔했으며, 그는 한 대대가 하루 만에 18명을 잃었다는 것을 알게 되었다. 독일군 저격수들의 위치를 파악할 수 없어 그들은 숨어 있는 곳에서 계속 사격할 수 있었다. 그래서 그는 사격술의 질을 향상시키는 데 착수하여, 이미 군대가 가지고 있던 몇 안 되는 망원 조준경을 보정하고 교정했다. 그는 친구들과 유명 사냥꾼들에게서 더 많은 조준경과 사냥총을 빌렸고, 자신의 주머니에서 또는 자신이 모금한 기부금으로 다른 장비들을 구매했다. 독일군의 장갑판 품질을 조사하기 위해 그는 독일군 참호에서 샘플을 가져왔다. 그는 독일군의 장갑이 .333 제프리와 같은 무거운 탄약으로만 관통될 수 있는 반면, 영국군의 장갑은 마우저와 같은 훨씬 작은 총으로도 쉽게 뚫릴 수 있다는 것을 발견했다.

### 혁신
그는 독일군이 참호 여장을 건설하는 데 뛰어난 기술을 가지고 있다는 것을 인식했다. 불규칙한 상단과 면을 사용하여 여장을 만들고 다양한 구성의 재료로 건설함으로써 저격수나 관찰자가 머리를 내미는 것이 훨씬 덜 눈에 띄게 되었다. 반대로, 영국군의 참호 관행은 여장 상단에 군사적으로 깔끔하고 직선적인 가장자리를 주어 모든 움직임이나 돌출부가 즉시 명확하게 드러나도록 했다. 관찰자는 총안구를 통해 총알을 발사하는 적군 저격수에게 취약했지만, 헤스케스-프리처드는 그를 보호할 금속 장갑 이중 총안구를 고안했다. 전면 총안구는 고정되어 있었지만, 후면 총안구는 홈 안에서 미끄러지는 금속 셔터 안에 있었다. 두 총안구가 일치할 때만(20분의 1 확률) 적군이 그 사이로 사격할 수 있었다.
또 다른 혁신은 적 저격수의 위치를 찾기 위해 더미 머리를 사용하는 것이었다. 처음에 실제와 같은 파피에마셰 머리는 유명한 런던 극장 가발 및 의상 제작자인 윌리 클락슨이 헤스케스-프리처드에게 공급했다. 이 가짜 머리들은 고정된 판의 홈을 따라 움직이는 막대기에 올려져 여장 위로 들어 올려졌다. 사실감을 높이기 위해, 불이 붙은 담배를 더미 입에 끼우고 병사가 고무 튜브를 통해 피울 수 있었다. 머리가 총에 맞으면 빠르게 떨어뜨려 사상자를 시뮬레이션했다. 저격수의 총알은 더미 머리의 앞뒤에 구멍을 냈을 것이다. 그런 다음 머리는 다시 홈으로 들어 올려졌지만, 참호 잠망경의 안경 사이의 수직 거리만큼 더 낮게 들어 올려졌다. 잠망경의 아래쪽 안경이 앞 총알 구멍 앞에 놓이면, 위쪽 안경은 총알이 있었던 것과 정확히 같은 높이가 될 것이다. 머리의 뒤쪽 구멍을 통해, 앞쪽 구멍을 통해, 그리고 잠망경을 통해 위를 보면, 병사는 총알이 지나간 경로를 정확히 따라보고 있을 것이므로, 저격수를 직접 보고 그의 위치를 드러낼 것이다.

### 저격수 훈련
헤스케스-프리처드는 결국 자신의 캠페인에 대한 공식적인 지지를 얻는 데 성공했고, 1915년 8월에 공식적인 저격수 훈련을 진행할 허가를 받았다. 그 해 11월까지 그의 명성은 여러 부대에서 높은 수요를 받을 정도였다. 12월에 그는 앨런비 장군의 요청으로 제3군 훈련 학교로 파견되었고, 대위 계급의 일반 참모 장교가 되었다. 그는 1916년 1월 1일 전공 보고서에 언급되었다. 1916년 8월, 그는 파드칼레 주 링헴 마을에 제1군 저격 학교를 설립했다. 처음에는 6명으로 시작했지만, 시간이 지남에 따라 그는 다른 연합국 출신의 많은 병사들에게 강의할 수 있었고, 그의 학교가 전 세계의 어떤 다른 학교보다 3배 빠른 속도로 저격수를 양성하고 있다고 자랑스럽게 편지에 선언했다. 그 해 10월, 그는 밀리터리 크로스를 수상했으며, 표창장에는 다음과 같이 쓰여 있었다.
"눈에 띄는 용기와 의무감으로. 그는 여러 차례, 가장 위험한 상황에서 참호 속 저격수들을 훌륭한 기술과 결단력으로 훈련시켰다. 그는 직간접적으로 적에게 막대한 사상자를 입혔다."
그의 친구이자 챔피언 사격수였던 조지 그레이는 그에게 대대당 주당 5명이었던 저격 사상자를 60개 대대에서 3개월 만에 44명으로 줄였다고 말했다. 그의 계산에 따르면, 이는 헤스케스-프리처드가 3,500명 이상의 생명을 구했다는 의미였다. 그는 1916년 11월 소령으로 진급했다. 이 시기에는 그의 저격에 대한 기여가 독일의 저격 우위를 역전시킬 정도로 컸다.

### 후기 전쟁 시기
헤스케스-프리처드는 1917년 말 미확인 감염으로 병이 났고 휴가를 받았다. 그의 건강은 평생 동안 좋지 않았으며, 그는 대부분의 시간을 요양하며 보냈다. 이 휴가 기간 동안 그는 제1군 저격, 관측 및 정찰 학교에서의 공로로 무공훈장을 수여받았다는 사실을 알게 되었다. 포르투갈 원정군과의 전시에 대한 공로로 그는 아비스 군사 훈장 사령관에 임명되었다. 1920년, 그는 자신의 전시 활동에 대한 기록인 비평가들의 찬사를 받은 『프랑스에서의 저격』을 저술했는데, 이 책은 현대 작가들에게 여전히 참고되고 있다.

## 후년
1919년 7월, 헤스케스-프리처드는 오랫동안 회원이었던 작가 협회의 회장으로 선출되었다. 건강 악화로 인해 그는 이듬해 1월에 사임할 수밖에 없었다. 전쟁 복무 후, 그는 건강이 허락하는 한 계속 글을 쓰고 사냥을 했다.
헤스케스-프리처드는 1922년 6월 14일, 잉글랜드 하트퍼드셔주에 있는 아내의 조상 집인 올드 고르햄버리 하우스에서 패혈증으로 사망했다. 그의 부고 기사는 이를 전쟁 중 참호에서 가스 공격으로 인한 불분명한 형태의 혈액 중독으로 돌렸다. 그러나 그의 질병, 즉 피로, 심장–소화–신경학적 장애, 충수염, 인지 문제, 우울증, 불안 등은 오늘날 말라리아의 감별 증상으로 인식된다. 치료하지 않으면 때때로 장기 부전과 사망으로 이어진다. 그의 시신은 화장되어 세인트올번스의 세인트 마이클 교회 가족 납골당에 안치되었다.
그의 어머니는 그보다 오래 살다가 1935년에 사망했다. 그의 아내는 나중에 메리 왕비의 시녀가 되었고 1975년까지 살았다. 헤스케스-프리처드의 전기는 그의 사망 2년 후 그의 친구 에릭 파커에 의해 쓰여졌는데, 파커는 그의 많은 업적을 책 제목에 담았다: 『헤스케스 프리처드 D.S.O., M.C.: 탐험가, 자연주의자, 크리켓 선수, 작가, 군인』.

## 가족 생활
1908년, 헤스케스 헤스케스-프리처드는 친구들을 통해 알게 된 제임스 그림스턴 제3대 버룰람 백작의 딸인 레이디 엘리자베스 그림스턴과 결혼했다. 그들은 세 자녀를 두었다: 마이클 (1909년 2월 19일 – 1988년 9월), 다이애나 (1912년 3월 26일 – 1970년), 그리고 앨프거라고 불리는 앨프레드 세실 자일스 (1916년–1944년). 앨프거는 제2차 세계 대전 중 특수작전집행부에 채용되어 체코 지부의 첫 책임자가 되었고, 라인하르트 하이드리히 암살을 수행할 요원들을 훈련시켰다. 앨프거 헤스케스-프리처드는 1944년 12월 3일 오스트리아에서 유고슬라비아 파르티잔에 의해 사망했으며 사후 밀리터리 크로스를 수상했다.

## 참고 문헌
- Hesketh-Prichard, Hesketh (1920). 《프랑스에서의 저격, 정찰병, 관측병, 저격수의 과학적 훈련에 대한 참고 사항 포함》. 런던: 허친슨 & Co. ISBN 0850524261.
- Hesketh-Prichard, Hesketh (1902). 《파타고니아의 심장을 지나》. 뉴욕: D. 애플턴 & 컴퍼니.
- Hesketh-Prichard, Hesketh (1911). 《길 없는 래브라도를 지나》. 런던: 하이네만.
- Hesketh-Prichard, Hesketh (1900). 《흑인이 지배하는 곳: 아이티를 가로지르고 그 주변을 여행하다》 (PDF). 뉴욕: 찰스 스크리브너스 선즈.
- Parker, Eric (1924). 《헤스케스 프리처드 D.S.O., M.C.: 탐험가, 자연주의자, 크리켓 선수, 작가, 군인: 회고록》. 런던: 티 피셔 언윈.
- Sweetman, Simon (2012). 《H.V. 헤스케스-프리처드: 놀라운 이야기》. 카디프: ACS 출판. ISBN 9781908165213.